# Emmanuelle (film)
Emmanuelle, česky Emmanuela, je francouzský erotický film z roku 1974 režírovaný Justem Jaeckinem. Jde o první díl série francouzských snímků založených na románu Emmanuelle francouzské spisovatelky thajského původu Emmanuelle Arsanové. Titulní roli ztvárnila nizozemská herečka Sylvia Kristelová. Film pojednává o ženě, která se vydá na výlet do Bangkoku, aby umocnila svůj sexuální prožitek. Film byl částečně v Thajsku natáčen. Šlo o první erotický film, který distribuovala velká filmová společnost - Columbia Pictures.
Film se ve Francii stal mimořádně výdělečným a v žánru lehkého porna se stal klasikou, navzdory odmítnutí dobovou kritikou. Scéna s velkým proutěným křeslem se stala ikonou erotismu a byla mnohokrát citována či parodována. Film byl ve druhé polovině 80. let mimořádně populární i v socialistickém Československu, kde se šířil pololegálně na videonahrávkách. O jeho síle v této kultuře svědčí i scéna z komedie Slunce, seno a pár facek z roku 1989, kde živočichář Béda v podání Jiřího Lábuse říká své partnerce: "Od tý doby, co si viděla Emanuelu, je s tebou k nevydržení". Že Emmanuellu v 80. letech viděl, připustil v roce 2003 i jinak konzervativní prezident Václav Klaus, když se s představitelkou hlavní role setkal na karlovarském festivalu. Kulturní dopad byl silný i jinde, zejména v Japonsku, kde do japonštiny dokonce vnesl nové slovní spojení emanieru suru, které by šlo přeložit jako „dělat Emmanuellu“ a znamená zhruba „mít náhodný a extravagantní milostný poměr.“
Filmová kritika zpětně snímek většinou docenila, stal se však i předmětem feministické kritiky pro "zobrazení ženy jako předmětu mužských fantazií". Sama představitelka hlavní role tuto kritiku odmítla a upozornila, že například v asijských zemích vyzníval film zcela opačně a Emmanuella tam byla vnímána jako dominantní, aktivní a silná žena, což budilo nadšení právě tamních feministek. Kontroverzně ovšem i po letech vyznívá zejména závěrečná scéna hromadného znásilnění.